# Đài tưởng niệm tình huynh đệ trong vũ khí

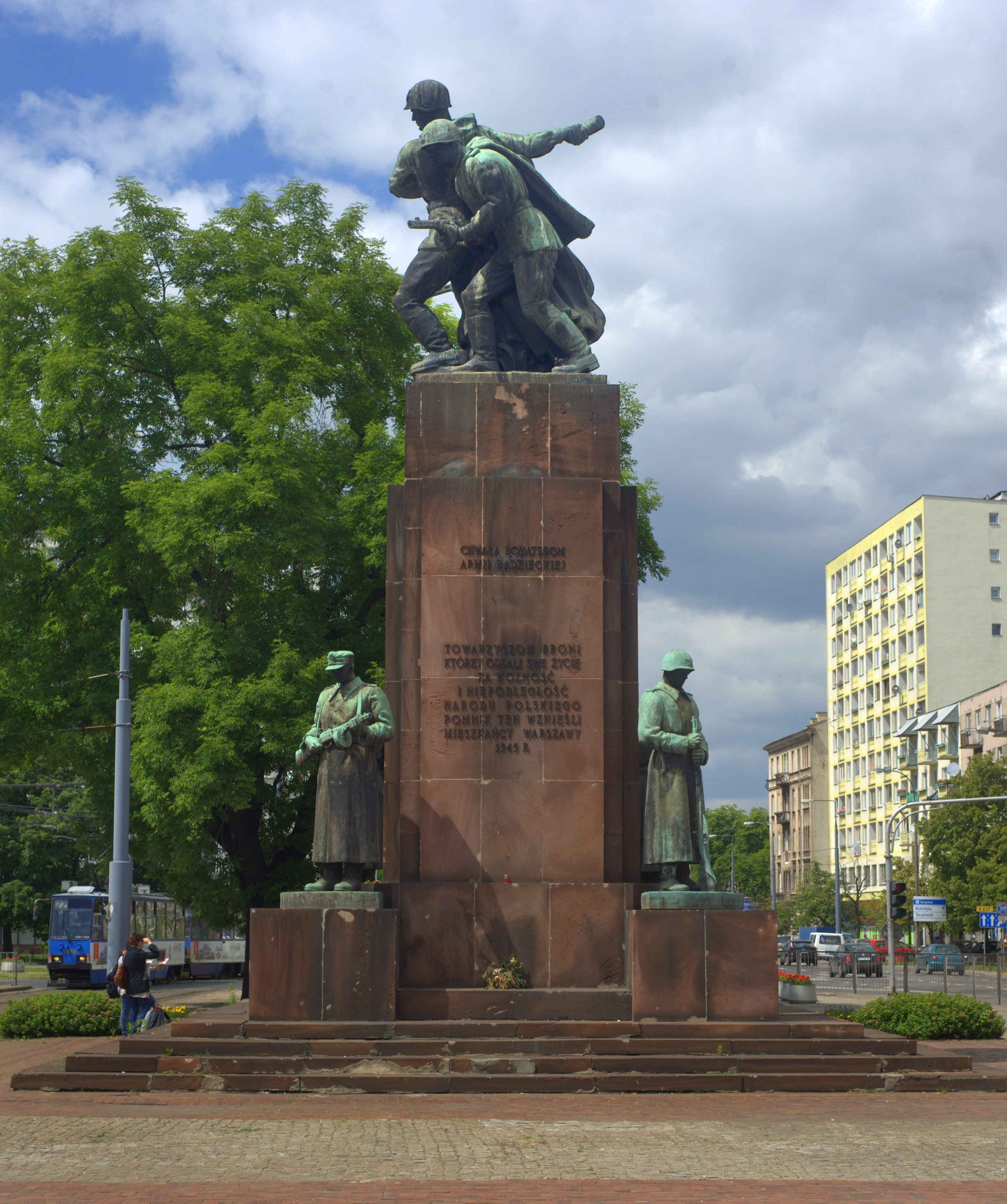
Đài tưởng niệm tình huynh đệ trong vũ khí, Warsaw, 2010

Đài tưởng niệm tình huynh đệ trong vũ khí (tiếng Ba Lan: Pomnik Braterstwa Broni) đã được dựng lên ở Vilnius Square tại quận Praga của Warsaw, vào năm 1945, để kỷ niệm cuộc đấu tranh chung của những người lính Ba Lan và Liên Xô chống lại Đức Quốc xã. Năm 2011, nó đã tạm thời bị gỡ xuống trong quá trình xây dựng một nhà ga đường sắt ngầm và được gửi đến những người phục hồi. Tuy nhiên, khi nó sắp được xây dựng lại, một số ít cư dân của Praga đã phản đối, khi họ coi di tích là tàn tích của thời kỳ Cộng sản. Trong các cuộc khảo sát được thực hiện bởi hội đồng thành phố và Gazeta Wyborcza lần lượt vào năm 2012 và 2013, phần lớn cư dân Warsaw cho biết họ muốn tượng đài được trả lại vị trí ban đầu hoặc được đặt ở đâu đó gần đó. Vào năm 2015, Hội đồng thành phố Warsaw đã đảo ngược quyết định trước đó để trả lại di tích và khiến việc di dời trở thành vĩnh viễn.
Tượng đài được gọi một cách thông tục là "bốn người ngủ" hay "bốn người than khóc" (pomnik „czterech śpiących”, „czterech smutnych”), liên quan đến hình của hai người lính Ba Lan và hai người lính Xô Viết ở bốn góc của tượng đài.